# Hoxton (stacja kolejowa)
Hoxton – stacja kolejowa w Londynie, na terenie London Borough of Hackney, zarządzana i obsługiwana przez London Overground jako część zmodernizowanej East London Line, oddanej do użytku w kwietniu 2010 roku. Liczy dwa perony, zlokalizowane na wiadukcie nad budynkiem stacji, na wysokości pierwszego piętra.